# Intel Atom

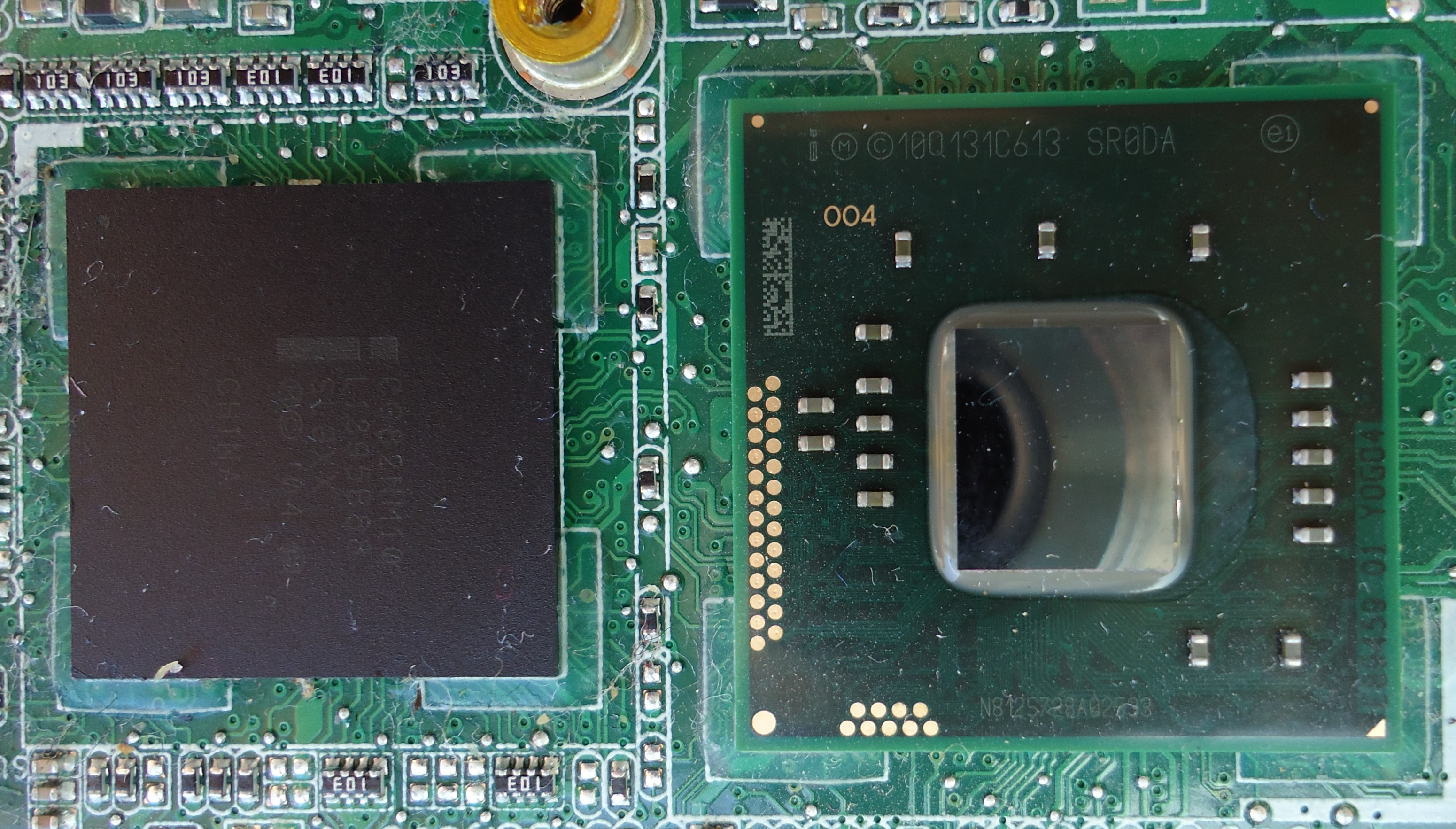
Intel Atom N2800

Intel Atom é a marca de uma linha de microprocessadores x86 da Intel, conhecida durante seu desenvolvimento como Silverthorne e/ou Diamondville. Seus processadores foram desenvolvidos no processo de fabricação de 45 nm e projetados para utilização em PCs ultra-portáteis, smartphones e outros dispositivos portáteis e de baixo consumo de energia, este hoje, adaptado para Pc estacionados e Notebooks, com funções bem especializadas.

## História
Antes de seu anúncio oficial, fontes externas à empresa especulavam que o processador Silverthorne competiria com o processador integrado Geode da AMD, em uso, por exemplo, no projeto One Laptop Per Child/XO e outras aplicações para processadores x86 de baixo custo e consumo elétrico. A Intel revelou em 15 de outubro de 2007 que estava de fato desenvolvendo um processador para dispositivos portáteis, de codinome Diamondville, para essa categoria de produtos .
Os processadores Silverthorne serão vendidos sob a marca "Atom", enquanto a plataforma "Menlow" da qual fazia parte será vendida sob a marca Centrino Atom. Em seus press releases, a Intel menciona o nome Diamondville apenas uma vez e indica que este também receberá o nome "Atom", alimentando especulações de que Diamondville nada mais é que uma versão de menor custo e maior consumo de energia dos processadores Silverthorne .
Na IDF 2008 em Shanghai, a Intel anunciou oficialmente que Silverthorne e Diamondville são baseados na mesma microarquitetura. Silverthorne será vendido como a série "Atom Z" enquanto Diamondville será nomeado "Atom N". Os processadores Atom Z, mais caros, serão utilizados em dipositivos portáteis enquanto os Atom N serão utilizados em computadores e notebooks de baixo custo.
Desenvolvido para obter baixo consumo de energia e um maior desempenho,  especificamente a uma nova onda de Dispositivos Móveis, o Atom surgiu como alternativa real, com alto custo/beneficio no mercado. Sendo um dos menores processadores disponíveis , e com um aproveitamento surpreendente de desempenho por watt. São quarenta e sete milhões de transistores em uma área de 22 mm², 70% menor que um processador comum.
Ideal para uso em netbooks, PCs básicos, tablets e smartphones.
Em Maio de 2016 a Intel anuncia o encerramento da fabricação dos processadores Atom.

## Modelos Intel Atom
O Silverthorne é usado nos Atoms da série Z, que inclui os seguintes modelos:
- Z500 (800 MHz, sem HT, FSB 400 MHz, TDP 0.65 watts
- Z510 (1.1 GHz, sem HT, FSB 400 MHz, TDP 2 watts)
- Z520 (1.33 GHz, com HT, FSB 533 MHz, TDP 2 watts)
- Z530 (1.6 GHz, com HT, FSB 533 MHz, TDP 2 watts)
- Z540 (1.86 GHz, com HT, FSB 533 MHz, TDP 2.4 watts)
- Diamondville. É usada nos Atoms da série N, que inclui três modelos:
  - 230: 1.6 GHz, TDP de 4 watts, suporte a instruções de 64 bits
  - N270: 1.6 GHz, TDP de 2.5 watts
  - N280: 1.66 GHz, TDP de 2.5 watts

| Model number (codename)                       | Semiconductor technology | CPU instruction set | CPU                                                           | CPU cache                                              | GPU                                                              | Memory technology                                    | Availability     | Utilizing devices |
| --------------------------------------------- | ------------------------ | ------------------- | ------------------------------------------------------------- | ------------------------------------------------------ | ---------------------------------------------------------------- | ---------------------------------------------------- | ---------------- | --- |
| Atom Z2420 (Lexington)                        | 32 nm High-k/metal gate  | x86                 | 1.2 GHz single-core Saltwell with HT                          | L1: 32kB Instruction + 24kB Data, L2: 512kB            | PowerVR SGX 540                                                  |                                                      | January 25, 2013 | Xolo , Yolo , Acer Liquid C1 , Asus FonePad |
| Atom Z2460 (platform Medfield)                | 32 nm High-k/metal gate  | x86                 | 1.6–2 GHz single-core Saltwell with HT                        | L1: 32kB Instruction + 24kB Data, L2: 512kB            | PowerVR SGX 540 @ 400 MHz                                        | 32-bit Dual-channel 400 MHz LPDDR2-800 (6.4 GB/sec)  | Q2 2012          | Lenovo K800, Orange San Diego / Lava XOLO X900 / MegaFon Mint, ZTE Grand X IN, Ramos W32 , Motorola RAZR i, Xolo X1000 (based on Atom Z2480)                                                           |
| Atom Z2760 (Cloverview, platform Clover Trail | 32 nm High-k/metal gate  | x86                 | 1.8 GHz dual-core Saltwell with HT                            | L1: 32kB Instruction + 24kB Data, L2: 512kB (per core) | PowerVR SGX 545 @ 533 MHz                                        | 32-bit Dual-channel 400 MHz LPDDR2-800 (6.4 GB/sec)  | Q4 2012          | Asus VivoTab, Asus VivoTab Smart, HP Envy x2, HP ElitePad 900, Dell Latitude 10 Lenovo Thinkpad Tablet 2, Lenovo IdeaTab Lynx Samsung Series 5 Slate (Samsung ATIV Smart PC), Acer Iconia W510 ZTE V98 |
| Atom Z2520 (Clover Trail+)                    | 32 nm High-k/metal gate  | x86                 | 1.2 GHz dual-core Saltwell with HT                            | L1: 32kB Instruction + 24kB Data, L2: 512kB (per core) | PowerVR SGX 544 MP2 @ 300 MHz                                    | 32-bit Dual-channel 533 MHz LPDDR2-1066 (8.5 GB/sec) | 2013             | |
| Atom Z2560 (Clover Trail+)                    | 32 nm High-k/metal gate  | x86                 | 1.6 GHz dual-core Saltwell with HT                            | L1: 32kB Instruction + 24kB Data, L2: 512kB (per core) | PowerVR SGX 544 MP2 @ 400 MHz                                    | 32-bit Dual-channel 533 MHz LPDDR2-1066 (8.5 GB/sec) | 2013             | |
| Atom Z2580 (Clover Trail+)                    | 32 nm High-k/metal gate  | x86                 | 2 GHz dual-core Saltwell with HT                              | L1: 32kB Instruction + 24kB Data, L2: 512kB (per core) | PowerVR SGX 544 MP2 @ 533 MHz                                    | 32-bit Dual-channel 533 MHz LPDDR2-1066 (8.5 GB/sec) | 2013             | Lenovo K900, ZTE Geek |
| (Bay Trail)                                   | 22 nm                    | x86-64              | 2.1 GHz Quad-core (without HT), Silvermont out of order cores |                                                        | Intel Gen 7 (Ivy Bridge GPU architecture, DX11, up to 3X+ faster | 64-bit Dual-channel 533MHz LPDDR3-1066 (17 GB/sec)   | Q3 2013          | |

## Arquitetura
Não é possível comparar o desempenho de, por exemplo, um Intel Atom com um Intel Core 2 Duo, pois são desenvolvidos para funções diferentes. Mas em muitos aspectos, o Intel Atom, chega no mercado praticamente de igual para igual com um Intel Pentium Dual Core, e a vantagem é que é muito menor em tamanho físico. Atende muito bem as necessidades de um dispositivo móvel ou estacionado, alem de economizar muito em gasto de energia, ainda é um dos principais processadores do mercado atualmente.
As principais características do processador Atom são as seguintes:
- Compatibilidade com o conjunto de instruções x86,
- Baixíssima dissipação térmica (TDP): 4 W para o modelo 230, 2,5 W para o modelo N270 e entre 2 W e 2,64 W para os modelos Z5xx.

- Tecnologia Hyper-Threading.
- Tecnologia de Virtualização.
- Clock externo de 400 MHz ou 533 MHz
- Caminho de dados interno de 128 bits .
- 512 KB de cache L2.
- Cache dinâmico: capacidade de desligar porções do cache de memória quando o processador entra nos modos de economia de energia.
- Pipeline de 16 estágios.
- Fabricado com tecnologia de 45 nm.
- 437 pinos (modelos “Diamondville)

ou
- 441 pinos (modelos “Silverthorne).

Todos os Processadores INTEL Atom serão capazes de suportar “execute bit disable”, SS3, SSE3 e os modelos Hyper-thereaded devem suportar a tecnologia de virtualização.
A Intel renomeou a tecnologia Hyperthreading para SMT ou Simultaneous Multithreading, que é exatamente a mesma tecnologia. Os Dual-core Atom Diamondville-based serão capazes de suportar um total de quatro thereads em simultâneo, devido ao SMT.
- Baseados na tecnologia líder e na capacidade de manufatura em silício da Intel, os chips consomem 50x menos energia em modo de espera, ao mesmo tempo em trazem mais desempenho e menor tamanho.
- A plataforma leva a experiência completa do PC, como acesso rápido à Internet, vídeos full HD 1080p, gráficos 3-D, videoconferência multiponto e capacidades de voz para os dispositivos de bolso.

## Tecnologias
Cache L1 assimétrico
O Atom tem um cache L1 bastante incomum: são 56 KB de memória, 32 para instruções e 24 para dados.
Cache é muito importante em uma arquitetura in-order pois ameniza a perda de performance ocasionada pela latência de memória.
Arquitetura superescalar
Uma arquitetura superescalar é capaz de executar mais de uma operação simultaneamente. O Atom pode executar até duas instruções por ciclo de clock. É um número relativamente baixo se comparado com outros processadores atuais.
Reduzindo o número de unidades de processamento, reduzimos o número de transistores e também o consumo elétrico.
Multi-Threading
Em um processador superescalar com execução out-of-order como o Pentium 4 era muito mais fácil encher todas as unidades funcionais com dados de uma única thread, afinal era possível reordenar as instruções para aproveitar o maior número de unidades por ciclo. O Atom não consegue fazer isso.
Hyper Threading é a tecnologia que permite que duas threads sejam executadas concorrentemente.  O Hyper Threading ajuda muito na performance do Atom. Na sua arquitetura in-order, se uma fila de instruções sofrer uma perda de cache e trancar à espera do dado, a outra fila (com a outra thread) pode continuar normalmente, evitando desperdício de ciclos.
Prefetching
Dois prefetchers estão presentes no Atom: um busca os dados do L2 e os traz para o L1, enquanto o outro faz a mesma coisa, mas da memória para o L2. É importante que o prefetch ocorra de forma eficiente, mantendo o grande cache de 512 KB do Atom sempre alimentado.

## Aplicações
Como o Atom tem a preocupação de oferecer sempre o menor consumo, este processador pode ser aplicado em vários projetos. Dispositivos móveis com alta capacidade de processamento, handbooks, netbooks, nettops (box 1) podem ser equipados com um processador Atom. Mas como qualquer processador baseado na arquitetura x86, o uso deste fica preso a um conjunto de chips, para coordenar o barramento de comunicação com outros periféricos e o acesso à memória principal.